# N-tip kalcijumski kanal
N-tip kalcijumski kanal je tip naponom-kontrolisanih kalcijumskih kanala. Poput drugih kanala ove klase, α1 podjedinica određuje većinu osobina kanala. α1 podjedinica je takođe poznata kao kalcijumski kanal, napon-zavisna, N tip, alfa 1B podjedinica (CACNA1B) ili  koju kod ljudi kodira gen CACNA1B.

## Strukture
Pored α1 podjedinice, sledeće podjedinice su prisutne u N-tipu kalcijumskog kanala:
- α2δ –
- β1 –
- β3 –
- β4 –

## Funkcija
N-tip ('N' za „Nervni-Tip“ kalcijumskih kanala je nađen prvenstveno u presinaptičkim terminalima i učestvuje u otpuštanju neurotransmitera. Jaka depolarizacija akcionim potencijalom uzrokuje otvaranje ovih kanala, čime se omogućava unos , inicira fuzija vezikula i oslobađanje uskladištenog neurotransmitera. N-tip kanali mogu biti blokirani ω-konotoksinom.

## Literatura
- Mould J; Yasuda T; Schroeder CI;  . (2004). „The alpha2delta auxiliary subunit reduces affinity of omega-conotoxins for recombinant N-type (Cav2.2) calcium channels.”. J. Biol. Chem. 279 (33): 34705—14. PMID 15166237. doi:10.1074/jbc.M310848200.
- Park SY; Park YT; Kim KE;  . (2002). „A direct repeat of N-type Ca2+ channel alpha1B gene functions as a negative regulatory element in HeLa cells.”. Mol. Cells. 13 (2): 341—6. PMID 12018859.
- Calabrese B, Tabarean IV, Juranka P, Morris CE (2002). „Mechanosensitivity of N-type calcium channel currents.”. Biophys. J. 83 (5): 2560—74. PMC 1302342 . PMID 12414690. doi:10.1016/S0006-3495(02)75267-3.
- Moskvina V; Craddock N; Holmans P;  . (2009). „Gene-wide analyses of genome-wide association data sets: evidence for multiple common risk alleles for schizophrenia and bipolar disorder and for overlap in genetic risk.”. Mol. Psychiatry. 14 (3): 252—60. PMID 19065143. doi:10.1038/mp.2008.133.
- Castiglioni AJ, Raingo J, Lipscombe D (2006). „Alternative splicing in the C-terminus of CaV2.2 controls expression and gating of N-type calcium channels.”. J. Physiol. (Lond.). 576 (Pt 1): 119—34. PMC 1995641 . PMID 16857708. doi:10.1113/jphysiol.2006.115030.
- Catterall WA, Perez-Reyes E, Snutch TP, Striessnig J (2005). „International Union of Pharmacology. XLVIII. Nomenclature and structure-function relationships of voltage-gated calcium channels.”. Pharmacol. Rev. 57 (4): 411—25. PMID 16382099. doi:10.1124/pr.57.4.5.
- Yokoyama CT; Myers SJ; Fu J;  . (2005). „Mechanism of SNARE protein binding and regulation of Cav2 channels by phosphorylation of the synaptic protein interaction site.”. Mol. Cell. Neurosci. 28 (1): 1—17. PMID 15607937. doi:10.1016/j.mcn.2004.08.019.
- Maeno-Hikichi Y; Chang S; Matsumura K;  . (2003). „A PKC epsilon-ENH-channel complex specifically modulates N-type Ca2+ channels.”. Nat. Neurosci. 6 (5): 468—75. PMID 12665800. doi:10.1038/nn1041.
- Olsen JV; Blagoev B; Gnad F;  . (2006). „Global, in vivo, and site-specific phosphorylation dynamics in signaling networks.”. Cell. 127 (3): 635—48. PMID 17081983. doi:10.1016/j.cell.2006.09.026.
- Li D; Wang F; Lai M;  . (2005). „A protein phosphatase 2calpha-Ca2+ channel complex for dephosphorylation of neuronal Ca2+ channels phosphorylated by protein kinase C.”. J. Neurosci. 25 (8): 1914—23. PMID 15728831. doi:10.1523/JNEUROSCI.4790-04.2005.
- Butcher AJ; Leroy J; Richards MW;  . (2006). „The importance of occupancy rather than affinity of CaV(beta) subunits for the calcium channel I-II linker in relation to calcium channel function.”. J. Physiol. (Lond.). 574 (Pt 2): 387—98. PMC 1817768 . PMID 16627564. doi:10.1113/jphysiol.2006.109744.
- Stotz SC; Barr W; McRory JE;  . (2004). „Several structural domains contribute to the regulation of N-type calcium channel inactivation by the beta 3 subunit.”. J. Biol. Chem. 279 (5): 3793—800. PMID 14602720. doi:10.1074/jbc.M308991200.
- Maximov A, Bezprozvanny I (2002). „Synaptic targeting of N-type calcium channels in hippocampal neurons.”. J. Neurosci. 22 (16): 6939—52. PMID 12177192.
- Peng S, Hajela RK, Atchison WD (2002). „Characteristics of block by Pb2+ of function of human neuronal L-, N-, and R-type Ca2+ channels transiently expressed in human embryonic kidney 293 cells.”. Mol. Pharmacol. 62 (6): 1418—30. PMID 12435810. doi:10.1124/mol.62.6.1418.
- Strausberg RL; Feingold EA; Grouse LH;  . (2002). „Generation and initial analysis of more than 15,000 full-length human and mouse cDNA sequences.”. Proc. Natl. Acad. Sci. U.S.A. 99 (26): 16899—903. PMC 139241 . PMID 12477932. doi:10.1073/pnas.242603899.
- Murakami M; Fleischmann B; De Felipe C;  . (2002). „Pain perception in mice lacking the beta3 subunit of voltage-activated calcium channels.”. J. Biol. Chem. 277 (43): 40342—51. PMID 12161429. doi:10.1074/jbc.M203425200.
- Vitko I; Shcheglovitov A; Baumgart JP;  . (2008). „Orientation of the calcium channel beta relative to the alpha(1)2.2 subunit is critical for its regulation of channel activity.”. PLoS ONE. 3 (10): e3560. PMC 2570331 . PMID 18958281. doi:10.1371/journal.pone.0003560.
- Coppola T; Magnin-Luthi S; Perret-Menoud V;  . (2001). „Direct interaction of the Rab3 effector RIM with Ca2+ channels, SNAP-25, and synaptotagmin.”. J. Biol. Chem. 276 (35): 32756—62. PMID 11438518. doi:10.1074/jbc.M100929200.
- Johnson JM; Castle J; Garrett-Engele P;  . (2003). „Genome-wide survey of human alternative pre-mRNA splicing with exon junction microarrays.”. Science. 302 (5653): 2141—4. PMID 14684825. doi:10.1126/science.1090100.
- Agler HL; Evans J; Tay LH;  . (2005). „G protein-gated inhibitory module of N-type (ca(v)2.2) ca2+ channels.”. Neuron. 46 (6): 891—904. PMID 15953418. doi:10.1016/j.neuron.2005.05.011.

## Spoljašnje veze
- CACNA1B+protein,+human на 
- N-Type+Calcium+Channel на 